# Holzstraße (Stralsund)
Die Holzstraße auf der Hafeninsel im Stadtgebiet Altstadt in Stralsund verbindet die Straße Am Langenkanal mit der Hafenstraße. Sie gehört zum Randgebiet des UNESCO-Welterbes Historische Altstädte Stralsund und Wismar.
Die Straße wurde im Zusammenhang mit der Aufschüttung der Hafeninseln in den 1860er Jahren angelegt.
Das Straßenpflaster in der Straße steht unter Denkmalschutz, in die Liste der Baudenkmale in Stralsund ist es unter der Nummer 353 eingetragen.